# Шпанат
Шпанат (хорв. Španat) — населений пункт у Хорватії, в Вировитицько-Подравській жупанії у складі громади Соп'є.

## Населення
Населення за даними перепису 2011 року становило 172 осіб.
Динаміка чисельності населення поселення:

## Клімат
Середня річна температура становить 11,41 °C, середня максимальна – 25,96 °C, а середня мінімальна – -5,56 °C. Середня річна кількість опадів – 749 мм.
| Клімат поселення                              | Клімат поселення | Клімат поселення | Клімат поселення | Клімат поселення | Клімат поселення | Клімат поселення | Клімат поселення | Клімат поселення | Клімат поселення | Клімат поселення | Клімат поселення | Клімат поселення | Клімат поселення |
| Показник                                      | Січ.             | Лют.             | Бер.             | Квіт.            | Трав.            | Черв.            | Лип.             | Серп.            | Вер.             | Жовт.            | Лист.            | Груд.            |                  |
| Середній максимум, °C                         | 6,00             | 8,10             | 12,76            | 17,30            | 22,62            | 25,96            | 25,29            | 24,77            | 20,31            | 15,20            | 9,52             | 5,12             |                  |
| Середня температура, °C                       | 0,22             | 2,32             | 7,00             | 11,53            | 16,83            | 20,18            | 21,72            | 21,18            | 16,80            | 11,60            | 5,98             | 1,55             |                  |
| Середній мінімум, °C                          | −5,56            | −3,43            | 1,20             | 5,75             | 11,06            | 14,42            | 18,16            | 17,62            | 13,21            | 8,04             | 2,40             | −2,02            |                  |
| Норма опадів, мм                              | 45               | 40               | 46               | 59               | 72               | 91               | 70               | 73               | 61               | 64               | 73               | 55               |                  |
| Середньомісячна швидкість вітру, м/с          | 2.20             | 2.45             | 2.79             | 2.66             | 2.40             | 2.20             | 2.10             | 1.90             | 1.96             | 2.00             | 2.15             | 2.20             |                  |
| Середньомісячна сонячна радіація, кДж/м²·день | 4098             | 6880             | 10754            | 15257            | 19302            | 21321            | 22185            | 19784            | 14657            | 9006             | 4637             | 3435             |                  |
| --------------------------------------------- | ---------------- | ---------------- | ---------------- | ---------------- | ---------------- | ---------------- | ---------------- | ---------------- | ---------------- | ---------------- | ---------------- | ---------------- | ---------------- |
| Джерело:                                      |                  |                  |                  |                  |                  |                  |                  |                  |                  |                  |                  |                  |                  |